# Gaussicuma dufresnae
Gaussicuma dufresnae är en kräftdjursart som beskrevs av Watling och Sarah Gerken 1999. Gaussicuma dufresnae ingår i släktet Gaussicuma och familjen Bodotriidae. Inga underarter finns listade i Catalogue of Life.